# Az Amazonas kincse
Az Amazonas kincse (eredeti cím: The Rundown) 2003-ban bemutatott amerikai akció-vígjáték, Peter Berg rendezésében. A forgatókönyvet  James Vanderbilt és R.J. Stewart írta. A főszerepeket Dwayne Johnson, Seann William Scott, Christopher Walken, Rosario Dawson és William Lucking alakítja.
Az Amerikai Egyesült Államokban 2003. szeptember 26-án mutatták be, Magyarországon 2004. január 29-én az InterCom Zrt. jóvoltából. A film összességében pozitív értékeléseket kapott a kritikusoktól, azonban bevételi szempontjából nem teljesített jól.

## Cselekmény
Beck (Dwayne “The Rock” Johnson) „visszakereső szakértő”, fejvadász és miután elkap egy embert a klubban, verekedés alakul ki, majd ki akar szállni a business-ből. Elmondja a főnökének, Walkernek (William Lucking), hogy ki akar lépni, a főnöke pedig egy utolsó munkával bízza meg. El kell mennie Dél-Amerikába, és vissza kell hoznia a fiát, Travist (Seann William Scott). Amikor Beck megérkezik El Doradóba (becenevén Helldorado), találkozik Travisszel a helyi bárban. Travis nem akar haza menni, mivel közel jár a Gato do Diablo (Az ördög macskája portugálul) felfedezéséhez. Becket ez nem érdekli, megbilincseli és elindulnak. Miközben távoznak, belefutnak Hatcher-be (Christopher Walken). Hatcher az egész várost vasököllel irányítja, arra kényszerítve a helyi lakosokat, hogy mind nekik dolgozzanak fillérekért, mivel más munka nincs a környéken. Hatcher a Gatót akarja, mivel sok pénzt érhet, így megpróbálja elrabolni Travist. Beck könnyedén elbánik Hatcher embereivel, és elindulnak vissza a repülőtérre. Travis letéríti a dzsipet az útról, és mindketten lezuhannak a hegyen. Travis megpróbál megszökni, miközben Beck zavarodott állapotban van, de könnyedén elkapja és így mindketten elkezdenek sétálni a repülőtér felé. Pár helyi állattal való találkozás után belefutnak a helyi bandába.
A banda táborhelyén, Travis azt mondja a lázadóknak, hogy Becket Hatcher küldte, hogy megölje mindannyiukat. Egy hosszasan tartó harc után, amiben végül Beck felülkerekedik, a lázadók vezetője, Mariana (Rosario Dawson) leállítja a harcot. Travist akarja, mivel a Gato felhasználható arra, hogy felszabadítsa a helyi lakosokat Hatcher uralma alól. Hatcher hirtelen megtámadja a tábort, megölve jó pár lázadót. Beck beleegyezik, hogy segít Travisnek és Marianának megtalálni a Gatót, cserébe hazaviheti Travist. Hosszas keresés után, Travis elvezeti őket egy barlangba, ami egy vízesés mögött fekszik. A barlangban csapdák vannak, amik beomlást idéznek elő. A csapat gyorsan mozog, Travis megfogja a Gatót, és mindannyian elkezdenek menekülni az omladozó barlangból.
Ahogy a trió ünnepli a Gato megtalálását, Mariana megfenyegeti Travist, mert tudja, hogy ő csak eladni akarja az értékes műalkotást, Travis azonban azzal érvel, hogy egy múzeumnak akarja adni. Mariana Konlobost ad a két férfinek, egy mérgező növényt, ami megbénítja az evőt. Amint elmondja Backnek, hogy melyik irányba találják a repteret, otthagyja őket, tűzközelben, hogy az állatokat távol tartsa. Miután felkelnek, és képesek már járni, Beck elkezdi Travist visszahúzni a reptérre. A helyi pilóta elmondja Becknek, hogy korábban Hatcher elkapta Marianát, és valószínűleg megöli. Travis könyörög Becknek, hogy segítsen neki, így mindketten visszafordulnak, hogy segítséget szerezzenek a városból, és megmentsék őt. Megkezdik a támadást Hatcher emberei ellen. Travis csapdába kerül a lövöldözés közben egy buszban, így igénybe veszi Beck lőfegyverét, ami ellen volt korábban. Ekkor derül ki, hogy mesterlövész, és könnyedén képes kiiktatni Hatcher jó pár emberét. Hatcher arra utasítja őrét, hogy fogja a Gatót és Marianát, és meneküljön, azonban Travis megállítja őket, és távozik a Gatóval.
Hatcher szembekerül Beckkel, de Beck megragad egy pisztolyt, és kilövi Hatcher kezéből a fegyverét, majd ezután Hatcher a városlakókkal kerül szembe, majd lelövik őt, ahogy megpróbálná elhagyni a környéket. Majd kiderül hogy Travis nem menekült el a Gatóval, és odaadja Marianának, majd odaadják a falunak, és ünnepelnek. Amikor Beck hazavitte Travist az apjához Amerikába, az apja verbálisan és fizikailag bántalmazza. Beck megkínálja Walkert és az embereit Konlobosszal, hogy megünnepeljék Travis hazahozatalát, ekkor lebénulnak. Beck és Travis elhagyják a helyiséget, majd a filmnek ott van vége, hogy Travis tréfásan elkezdi bosszantani Becket.

## Szereplők
| Színész               | Szerep                       | Magyar hang           |
| --------------------- | ---------------------------- | --------------------- |
| Dwayne Johnson        | Beck                         | Gesztesi Károly       |
| Seann William Scott   | Travis Alfred Walker         | Gáspár András         |
| Rosario Dawson        | Marina                       | Pikali Gerda          |
| Christopher Walken    | Cornelius Bernard Hatcher    | Barbinek Péter        |
| Ewen Bremner          | Declan                       | Magyar Attila         |
| Jon Gries             | Harvey                       | Mikula Sándor         |
| Ernie Reyes, Jr.      | Manito                       | Elek Ferenc           |
| William Lucking       | Walker                       | Gruber Hugó           |
| Stuart F. Wilson      | Stevenson                    | Kolovratnik Krisztián |
| Dennis Keiffer        | Naylor                       | Maróti Gábor          |
| Stephen Bishop        | Knappmiller                  | Barabás Kiss Zoltán   |
| Paul S. Power         | Martin                       | Pálfai Péter          |
| Chuck Norman          | Mullaire                     | Schneider Zoltán      |
| Arnold Schwarzenegger | férfi a bárban (Cameoszerep) | Orosz István          |

## Fordítás
- Ez a szócikk részben vagy egészben  a   The Rundown című angol Wikipédia-szócikk fordításán alapul.  Az eredeti cikk szerkesztőit annak laptörténete sorolja fel. Ez a jelzés csupán a megfogalmazás eredetét és a szerzői jogokat jelzi, nem szolgál a cikkben szereplő információk forrásmegjelöléseként.